# Penicillium coeruleoviride
Penicillium coeruleoviride är en svampart som beskrevs av G. Sm. 1965. Penicillium coeruleoviride ingår i släktet Penicillium och familjen Trichocomaceae.   Inga underarter finns listade i Catalogue of Life.